# Petăr Stojčev
Petăr Stojčev (Momčilgrad, 24 ottobre 1976) è un ex nuotatore bulgaro.
Specializzato nelle gare di fondo, ha vinto un oro sulla distanza dei 25 chilometri ai Mondiali di Shanghai 2011 oltre ad ulteriori cinque bronzi, di cui quattro sulla medesima distanza ed uno sui 10 chilometri. Ha partecipato anche alle Olimpiadi di Sydney 2000 e di Atene 2004 nei 400m sl e nei 1500m sl.

## Palmarès
- Mondiali

2003 - Barcellona: bronzo nei 25 km.
2005 - Montréal: bronzo nei 10 km e nei 25 km.
2011 - Shanghai: oro nei 25 km.
- Mondiali in acque libere

2006 - Napoli: bronzo nei 25 km.
2010 - Roberval: bronzo nei 25 km.
- Europei

2004 - Madrid: bronzo nei 25 km.
- Campionati europei di nuoto di fondo

2011 - Eilat: argento nella 25 km.
2012 - Piombino: oro nella 25 km.